# Августовска сесия на ВАСХНИЛ (1948)
Августовската сесия на ВАСХНИЛ (1948) е разширено заседание на Всесъюзната академия на селскостопанските науки (на руски: Всесоюзная Академия Сельскохозяйственных Наук имени В. И. Ленина, ВАСХНИЛ), проведено в Москва през 1948 г. от 31 юли до 7 август. Сесията е организирана от Т. Д. Лисенко с личното одобрение на И. В. Сталин. За да се осигури мнозинство на привържениците на Лисенко, преди сесията в Академията се назначават с постановление 35 нови академици , а някои от другите академици не са поканени.
На Августовската сесия на ВАСХНИЛ присъстват 47 академици и много други научни работници, общо около 700 души. Основният доклад на тема „За положението в биологическата наука“ е изнесен от Лисенко. По време на сесията възгледите и достиженията на Август Вайсман, Грегор Мендел и Томас Хънт Морган, основоположници на класическата генетика и хромозомната теория, са обявени за реакционни и идеалистически, формални, откъснати от практиката. Тези, които защитават подобни идеи, са нападани грубо. Обвинявани са, че проявяват низкопоклонничество пред Запада, извършват вредителска дейност и отстъпват от линията на Маркс-Енгелс-Ленин-Сталин. Те трябва да приемат „учението“ на Лисенко и публично да се разкаят. 
По време на августовската сесия на ВАСХНИЛ опитите с плодовата мушица и грах („граховите закони“) са обект на насмешка. В своята практика биолозите не трябва да изследват наследствеността, а влиянието на възпитанието и на околната среда. „Учението“ на Лисенко се обявява за продължение на „мичуринското“ учение. Но привържениците на Лисенко използват името на И. В. Мичурин (1855 – 1935) по-скоро за благозвучие. Скромният овощар и селекционер няма много общо с техните претенции, смесени с псевдонаучни твърдения.
В резултат на Августовската сесия на ВАСХНИЛ от 1948 г. генетиката в СССР е разгромена, генетиците са подложени на преследвания, учебниците са пренаписани.
Събитията в СССР имат незабавно отражение в България. През април 1949 г. в София е проведено разширено заседание на БАН, на което се разглежда „положението на биологическата наука у нас в светлината на Мичуринското учение“. В резултат на Биологическата конференция на БАН (1949) науката генетика е унищожена и „учението“ на Мичурин-Лисенко побеждава и у нас.
Въпреки че учението на Мичурин-Лисенко е ненаучно, след сесията на ВАСХНИЛ то е наложено с административни мерки, а Сталин и Хрушчов поддържат Лисенко, като вярват, че неговата „мичуринска биология“ ще доведе до незабавни и внушителни резултати. Нищо такова не се случва - веднага след отстраняването на Н. С. Хрушчов от власт (ноември 1964) в Съветския съюз започват критики срещу Лисенко,  както се оказва прилагането на неговите нововъведения са довели до значителни стопански загуби.